# Петрохан (хижа)
Вижте пояснителната страница за други значения на Петрохан.
Хижа Петрохан се намира югоизточно от най-високата точка на Петроханския проход, в планината Козница, дял от Западна Стара планина. Представлява двуетажна сграда с капацитет 76 места. До хижата може да се стигне по асфалтиран път. Хижата е пункт от европейски маршрут E3 (Ком - Емине).

## Съседни обекти
| Изходни точки      | Изходни точки |
| ------------------ | ------------- |
| Петрохански проход | 0,30 ч.       |
| град Вършец        | 6,00 ч.       |
| Хижи               |               |
| Ком                | 3,30 ч.       |
| Пробойница         | 4,45 ч.       |
| Други              |               |
| Тодорини кукли     | 2,00 ч.       |